# アルシャード
『アルシャード』 (Alshard ) は、エンターブレインから出版されている日本のテーブルトークRPG (TRPG)のタイトル、および、そのシリーズ 。著者は井上純弌、F.E.A.R.。『アルシャードガイアRPG』など一部のタイトルには菊池たけしも著者としてクレジットされている。
この項目ではアルシャードシリーズの包括的な内容と、アルシャードファーストエディションとして規定されている『アルシャード』『アルシャードff』『アルシャード・ガイアRPG』の3タイトルについて記載する。

## 概要
2002年7月に「新世紀スタンダードTRPG」と銘打って出版された異世界ファンタジー物テーブルトークRPGである。2005年7月に改訂新版にあたる『アルシャードff（フォルティッシモ）』が、2006年8月には『アルシャードff』とほぼ同一のシステムを使用した現代ファンタジーRPG『アルシャードガイアRPG』が発売された。2012年5月現在、『アルシャードff』と『アルシャードガイアRPG』の2系列がリリースされている。
「今の日本人のゲーマーのための、スタンダードなテーブルトークRPGを作る」という意図の下に製作されたテーブルトークRPGであり、スタンダードRPGシステムの展開の中心に位置するゲームでもある。

ゲームでは、神話に出てくる神々の力を受け継いだ英雄「クエスター」と、宇宙を蝕む負の勢力「奈落」との戦いを描く。ゲームの舞台となる世界は、『アルシャード』及び『アルシャードff』ではテクノロジーが比較的発達したファンタジー風の異世界であるミッドガルド、『アルシャードガイアRPG』では現代の地球である。また、スタンダードRPGシステムの他のゲームの中には『アルシャード』シリーズにデータをコンバートすることが可能なものもあり、それにより別のゲームの世界を舞台に『アルシャード』の冒険を楽しむこともできる（もしくは逆に別のゲームのキャラクターを『アルシャード』の世界で活躍させることもできる）。
デザイナーの井上純弌によると、日本のテーブルトークRPGが『ダンジョンズ&ドラゴンズ』（D&D）と『ソードワールドRPG』（SW）の二大ゲームのヒット以降「スタンダードなゲームスタイルはこれらに任せて、これから新しく作るゲームはニッチな需要に手堅く対応していこう」という流れが強くなり新しい時代にマッチしたスタンダードを作ろうとする意欲的な作品が現れなくなってしまったことに危機感を抱いて、「21世紀の日本市場にマッチした新しいスタンダードスタイルのRPG」を自ら作ることを目指したのだという。
開発にあたっては、井上の学生時代からの友人でもある遠藤卓司と久保田悠羅がそれぞれシステムデザインと世界観設計を担当。菊池たけしが2D6（六面体ダイス2個）判定システムのアドバイサーとして加わり、当時F.E.A.R.のサポート誌『ゲーマーズ・フィールド』に漫画を連載していた金澤尚子らビギナープレイヤーがディベロッパーやテストプレイヤーとして参加するなど、当時のF.E.A.R.が擁する第一線クリエイターが投入された。プロデューサーを務めた鈴吹太郎はリプレイ集『悠久の地平』のあとがきで「『アルシャード』ほど大量のテストプレイ、紙面の再構成を繰り返した作品は他にない」と開発過程を振り返っている。
なお、2011年8月に行われたJGC2011にて、2012年中にバージョンアップを行うことが発表され、翌2012年4月発売の『ゲーマーズ・フィールド』16Season Vol.4及びリプレイ『創世! 真ラグナロク!!』にて、同年7月に『アルシャードセイヴァーRPG』のタイトルでリリースされることが予告され、同年7月30日に基本ルールブックが発売された。また同年4月には、『アルシャードガイアRPG』基本ルールブックと『アルシャードFF』サプリメント『アインヘリアル』がiPhone、iPad、Android OS対応の電子書籍として角川コンテンツゲート（Book☆Walker）から発売された。

### アルシャード（ルール第一版）
『アルシャード』シリーズの第一弾。ゲームの背景世界である「ミッドガルド」は、北欧神話をベースにしたファンタジー世界であるが、テクノロジー信奉者の「真帝国」や負の存在たる「奈落」が悪役として配置され、伝統的なファンタジーの枠を超えたメカなどのSF風ガジェットも豊富である。この世界で、シャードと呼ばれる滅びた神々の欠片を手にしたプレイヤーキャラクター（「クエスター」とも呼ばれる）が、世界の敵である奈落や真帝国と戦い、理想の世界「アスガルド」を目指して冒険する。
井上には、従来のテーブルトークRPGの世界設定が、コンピュータRPGなどと比べて保守的であるとの問題意識があり、21世紀にふさわしいファンタジーとして、剣と魔法の中世ヨーロッパ風ファンタジーの風景を世界観のベースにしながらも、そこにバイク、銃器、飛空艇、アンドロイド、ライトセーバー、戦車、ハンドヘルドコンピュータ、巨大ロボット、近代的軍隊といった近代・未来風ガジェットの導入を図った。『ファイナルファンタジー』などの日本製コンピュータRPGの多くとも共通項を持つこうした「新しいファンタジー」の世界設定を指して、『アルシャード』は「新世紀スタンダード」を標榜した。

### アルシャードff
2005年7月に公開された『アルシャード』の改訂新版。
『アルシャード』は順調にサプリメントを発売していった結果、ゲームバランスの悪化やキャラクターメイキングに必要なデータがいくつもの本に分散するといった問題に直面するようになった。そこで、今までの全てのデータを整理し、ルールブックとサプリメントの再編集を行った。これが『アルシャード フォルティッシモ』（『アルシャードff』）である。改定の経緯から、リプレイなどで「『アルシャード』の第1.5版」と呼ばれることがある。
基本的なルール構成はそのままに全てのデータを見直したこのバージョンは、「あらゆる意味で今までの『アルシャード』よりも優れている」という意味で「フォルティッシモ（より強く）」というタイトルがつけられた。
2007年11月の時点で、ルール第一版の要素のほぼ全てが『ff』（及び『アルシャードガイアRPG』）のサプリメントにより再現可能となっている。F.E.A.R.は公式サイトにて、まだサプリメントをそろえていないユーザーのために、初代のデータを『ff』にコンバートするためのデータを無料で公開している（ただし、あくまで最低限のコンバートをしただけであって、『ff』や『ガイア』のサプリメントに掲載されているルール第一版のアップデートデータとはゲームバランスが全く異なっている）。

### アルシャードガイアRPG
菊池たけしを共同デザイナーに迎え、2006年8月に公開された『アルシャード』の新シリーズ。『アルシャードff』とほぼ同一のシステムを使用しつつ、基本ルールブックの判型をそれまでのA4版から文庫判（ファミ通文庫）に変え、ブルースフィアと呼ばれる現代地球で、奈落に汚染された敵と戦い、日常の平和を守るクエスターを描く現代ファンタジーRPGとなっている。
『ff』との互換性は高く、双方のクラスやデータを混ぜて遊ぶことが可能となっている。この共通システムは『ガイア』発売時に「スタンダードRPGシステム」と名付けられた。

### アルシャードトライデント
ゲームそのものではないが便宜上特に項目を設ける。
ルール第一版リリースから8年、『アルシャードガイアRPG』公開からも4年が経過した『アルシャード』の新たな展開として、ゲームデザイナーの井上純弌、『ガイア』共同デザイナーの菊池たけし、プロデューサーである鈴吹太郎の発案で2010年9月より始まった『アルシャードff』と『ガイア』のクロスオーバー企画のプロジェクト名。ゲームマスター（GM 。リプレイライターも兼ねる）を異にする3本のリプレイシリーズ、リプレイと連動するサプリメント群、読者投稿企画から構成される。
『トライデント』は、『ff』および『ガイア』を遊びつくして高レベルにまで成長したキャラクターのために新しい冒険の舞台を提供する、ということが主目的におかれた企画であり、『アルシャード』の世界に「大ラグナロク」なる宇宙規模の危機が訪れつつあるという設定が追加されている。『トライデント』に関する製品群は全てが「大ラグナロクを乗り越えるための壮大で神話的な冒険」を扱っており、サプリメント群ではサクセサー以上にまで成長した高レベルキャラクターのための舞台設定とゲームデータが飛躍的に増加されている。この企画によって出版されているリプレイ群は神話的冒険にふさわしい高レベル向けセッションの実例の紹介として、それまでのアルシャードのリプレイよりも高いレベルが指向されている。なお、この企画の終了をもって『ff』および『ガイア』の商品展開は終息し、ルール第二版『セイヴァー』に移行した。

### アルシャードセイヴァーRPG
『アルシャード』シリーズにおける正式なルール第二版。
ルール1.5版として規定された『ff』『ガイア』とは異なり、根本的な面からゲームバランスを見直している。

## システム

### キャラクターメイキング
プレイヤーキャラクター（PC）の作成は、自由度の高いマルチクラス制となっている。ゲームごとに用意されたキャラクタークラスの中から三つまでを選択することでキャラクターは作成される。
クラスの選択によりキャラクターの能力値が自動的に決定される。また、クラスごとに専用の「特技」や「加護」といわれる特殊能力が習得できる。
キャラクターのレベルは、選んだクラスのレベルの合計となるため、初期作成では3レベルとなる。

### 行為判定
行為判定は上方判定に属する。使用されるランダマイザーは六面体ダイス二つ（以後2d6と表記）である。
「2d6+能力値」で得た数値が行為判定の目標値以上ならば判定は成功とみなされる。なお、2d6で出た出目が12ならばクリティカルが発生し、最終的な達成値に関わらず行為判定は自動成功する。逆に、出目が2ならばファンブルが発生して自動失敗の効果となる。

### シナリオの進行
シナリオの進行にはシーン制が採用されている。また、1回のセッションはオープニング、ミドル、クライマックス、エンディングの4つのフェイズに分けられ、1回のセッションで1本のシナリオを確実に消化することを目指す仕組みになっている

#### クエスト
『アルシャード』シリーズでは、PCがゲーム内で目指すべき目的を参加者全員に明文化するルールがある。この明文化された目的を「クエスト」と呼ぶ。
クエストは【故郷の村を守る】などというように具体的かつ簡潔なものとして明文化されている。クエストは世界設定上は「シャードの導き」として解釈されており、ゲーム中の任意のタイミングにGMが特定のPCに提示するものとなっている。シャードは常にPCとともにあるため、クエストはいついかなるタイミングでも提示することができる。このルールにより、GMは「PCがシナリオ内ですべき行動」についてメタ視点からヒントを与えることができる。
クエストを提示されたPCは、そのクエストを達成することで経験点を得る。なお、クエストを達成できなかった場合にPCにペナルティがあるわけではない（その結果、シナリオがバッドエンドになることはあるだろうが）。クエストの中には提示されると同時に加護やアイテムを習得できる特殊なものもある。使命を達成するための力が同時に与えられるといったイメージである。
クエストは大きくわけて以下の3つの種類がある。
- グランドクエスト - 全てのクエスターが共通して持つクエスト。内容は【アスガルドに至る】。
- シナリオクエスト - そのシナリオ内でPCに推奨される行動としてシャードが指し示すもの。PC個人毎に別々のクエストを提示することもできるし、共通したクエストを提示することもできる。
- パーソナルクエスト - PC個人が持つ願望や使命をクエストとして表したもの。1つ1つのシナリオで語られる物語とは無関係に存在しており、GMではなくプレイヤーによって習得される。毎シナリオ内でPCはシナリオクエストとは別にパーソナルクエストも叶えられるように行動することが理想とされる。

クエストは初期状態では上記の三種類をあわせて4つしか習得できない。ただしレベルアップをしていくとクエストの上限習得数は増える。クエストの上限数を超えてクエストが提示されたときは、そのクエストを「受け取らない」こともできるし、グランドクエスト以外の習得クエストを1つ破棄して、新しいクエストを習得することもできる。

#### シャードとクエスター
『アルシャード』シリーズでは、PCは「クエスター」とも呼ばれる。いわゆる冒険者の位置付けだが、「シャード」と呼ばれる神秘的物体を所持しており、ゲーム中でPCに与えられるクエストは、シャードがクエスターにもたらす試練という設定になっており、クエスターはクエスト達成を重ねることで経験点をため、グランドクエスト【アスガルドに至る】の達成を目指す。
シャードとは太古の戦争で滅んだ神々の欠片のことである。宝石の形をしている。大量の魔力（マナ）を有しており、所持者に莫大な力を与える。シャードの中には神々の意思の残滓が残っており、所持者を理想郷アスガルドへ導く。
シャードは誰でも所持できるものではなく、シャード自体が選んだ者にしかその力を貸さない。クエスターはシャードの導き（クエスト）を受け取ることができ、クエスターはクエストに従ってさまざまな冒険を体験することになる。
シャードは所持者の運命に干渉することができるため、クエスターは必ず与えられたクエストが示す事件に関わることになる。クエストはクエスターの意志と無関係に与えられるため、シャードは祝福であると同時に呪いであるとも言われる。シャードがなぜクエストをクエスターに与えるのかは謎であり、クエストの内容も千差万別でそこに共通点は見出せない。世界の危機を救うような大掛かりクエストが与えられることもあれば、町内のトラブルを解決するという日常的なクエストが与えられることもある。一説には理想郷アスガルドにクエスターを導くための試練（成長の糧）としてクエストが与えられるのだとも言われている。
シャードを持つ者は周囲の乱れたマナを調律する力を持つため、奈落にとって変異した生物や器物、または過度なマナによって変異した生物や器物（「クリーチャー」と呼ばれる）を元の状態に戻したりすることもできる。ただし、変異が激しい場合はその限りではない。
クエスターは成長を重ねる毎にシャードとの結びつきがより強くなっていき、最終的には次代の神になる者さえいる。具体的には以下のような段階で成長していく。
サクセサー

シャードが与える重大な試練を乗り越えたクエスターは、神の座を後継する資格を得て「サクセサー（継承者）」と呼ばれるようになる。サクセサーになった者が持つシャードもまたより明確な意思を持つ存在「アルシャード」となる。これを「シャードのサクセション（継承）」という。
アルシャードは自らの化身（アバター）を作り出すことができる。アバターは自我を持ち、人型をしていることが多く、クエスターと直接コミュニケーションをとることができる。サクセサーはこのアバターとともに冒険を重ね、アスガルドへの探索を本格的に行うことになる。
ルール的には、10レベル以上になったクエスターが「特別なクエスト」をクリアすることでサクセサーになることができる。この「特別なクエスト」はGMの任意で提示されるものであり、通常のクエストよりも難解であることが求められる。
サクセサーになったキャラクターへの特典として、レベルに応じてパーソナルクエストの取得数が増えるというものがある。また、GMはサクセサーがクエスト（パーソナルクエストを含む）を取得する際に加護を追加で与えても良い。
サクセサーについては、『アルシャードff』は上級ルールブックである『アール・ヴァル・アルダ フォルティッシモ』、『アルシャードガイアRPG』は『アルシャードガイアRPG上級ルールブック』で規定されている。
アインヘリアル

サクセサーが冒険を重ね、後世に神話として語られるほどの偉業をなしとげたとき、彼らは神の戦士「アインヘリアル」へと進化する。アインヘリアルの活躍の場はもはや一つの世界にとどまらずユグドラシル宇宙全土となる。
ルール的には、サクセサーとなった20レベル以上のPCが「偉業クエスト」と呼ばれる試練をシナリオ内で乗り越え、その後に経験点を使って「アインヘリアルクラス」と呼ばれるキャラクタークラスを新たに取得することでアインヘリアルになれる。
アインヘリアルになったキャラクターへの特典は、成長時にアインヘリアルクラスのレベルを上げることができることがある。また、サクセサーが得る追加の加護の代わりにクエストアイテムやワールドアイテムと呼ばれる神話的武具をGMはアインヘリアルに与えることができる。これらのアイテムの中にはサクセサーでも得ることができるものもあるが、アインヘリアルの方がはるかに選択肢が多い。
アインヘリアルは、『アルシャードff』のサプリメント『アインヘリアル』『フリズスキャルヴ』で規定されており、『アルシャードガイアRPG』にも対応している。
次代の神
アインヘリアルがさらに冒険を重ねることで、神々の仲間入りを果たすことができる。神となった者は世界にみだりに干渉をすることはなくなり、代わりに自らの力の一部をシャードに変えて新しいクエスターを作り出すことができる。このクエスターが新しいアスガルドの探求者となる。
ルール的には、アインヘリアルクラスが10レベル以上になった後に取得可能になる《不死不滅》と《探索者の創造》という二つの特技を取得することで、そのPCは次代の神となる。神となったPCはゲームから引退してNPCとなることが推奨されている。なお、アインヘリアルクラスが10レベル以上になっても、この二つの特技を選ばすにPCとして成長させていくことは可能である。

### 加護
すべてのPCはキャラクタークラスに応じた「加護」と呼ばれる強力な力を持つ。これは『トーキョーN◎VA』の「神業」や、『ブレイド・オブ・アルカナ』の「奇跡」などと同様、セッション中の膠着状況を打破する切り札として機能する。基本的にPCだけの持つ能力だが、一部のNPCも同じ力を有する。「加護」の名称はほとんどが北欧神話を中心とする神格から取られている。
サクセサーが初期状態で保有する加護は3つである。サクセサーに移行すると4つ以上の加護が得られる。

### 戦闘ルール

#### ラウンド進行
戦闘が発生したシーンは、ラウンドと呼ばれる単位で時間の経過を管理する。1ラウンドとは「戦闘に参加する全てのキャラクターが最低でも一回の行為判定をすませられるだけの時間」であり、具体的には何秒、何分とは決められていない。しかし、イメージが必要ならば1分として考えるようにガイダンスされている。
1ラウンドは以下のプロセスによって構成されている。
1. セットアッププロセス - ラウンドの冒頭に発生するプロセスで、登場している全てのキャラクターが「未行動」状態になる。
また、戦場に新しいキャラクターが登場するタイミングはこのプロセスとなる。
2. イニシアチブプロセス - 未行動のキャラクターがいるかどうかを確認するプロセス。複数の未行動キャラクターがいる場合、最も【行動値】が高い者を選択する。
3. メインプロセス - イニシアチブプロセスで選択されたキャラクターが実際に行動を行うプロセス。このメインプロセスを終えるとキャラクターは「行動済み」になる。
（以後は未行動のキャラクターがいなくなるまでイニシアチブプロセスとメインプロセスが繰り返される）
4. クリンナッププロセス - ラウンドの最後に発生するプロセスで、1ラウンドの間持続する能力などはここで解除される。

キャラクターの攻撃はメインプロセスで行われる。メインプロセスで行える行動は「マイナーアクション」「メジャーアクション」の二種類であり、実際に攻撃に関連する行為判定を行うのはメジャーアクションである。マイナーアクションは行為判定を伴わない補助的行動（移動や狙いを定める行為など）である。

#### 位置
武器の射程や移動距離が実数で表現されているためキャラクターの位置が戦術的な重みを持つタイプの戦闘ルールになっており、トークンや戦術マップを使用した戦闘に対応させやすい。一方で「エンゲージ」の概念が実装されているため、位置をある程度曖昧に表現することもまた可能になっている。ゲームマスターがシナリオの戦闘シチュエーションによって、位置に関する処理を厳密に処理することも曖昧に処理することもどちらにも対応できる自由度の高い運用が可能である。

#### ブレイク
『アルシャード』では通常、ヒットポイントが0になっても戦闘不能になり行動が不能になるだけで即死はしない。この戦闘不能状態は戦闘終了時になれば自動的に回復する他、アイテムや特技でも回復ができる。
ただし、この戦闘不能状態で敵が殺意をもって「止めを刺す」と宣言すればキャラクターは死亡する。「止めを刺す」と言う行動は1ラウンドを消費する行動のため、敵を確実に殺すか、とりあえず戦闘不能にしておいて残りの敵を倒すのを優先するかの選択は戦術的に強い意味を持つ。
また、クエスター（プレイヤーキャラクターと一部のNPC）は、ヒットポイントが0になった瞬間に戦闘不能になる代わりに「ブレイク状態」になることを選択できる。
「ブレイク状態」とは瀕死の状態になったキャラクターを、シャードがマナの力で無理やりに動かしているような状態であり、一種の暴走に近い状態である。具体的には以下の特徴を持つ。
- ヒットポイントが多少だけ回復しキャラクターは倒れずに更なる行動が可能になる。
- 特技を使用するときにマジックポイントなどの代償を支払う必要がなくなる。
- ヒットポイントが通常の手段（特技やアイテムなど）では回復しなくなる。
- ブレイク状態時にヒットポイントが0になると戦闘不能にならずに即死する。

ブレイクは瀕死になったときに発動する火事場の馬鹿力ともいえる能力ではあるが、デメリットも多くあり、戦闘不能を選んだ方が生存率自体は上がることも多い。戦闘不能を選ぶかブレイクを選択するかの駆け引きはこのゲームの戦闘における大きな特徴になっている。

### シナリオクラフト
『アルシャードff』および『アルシャード・ガイアRPG』ではサプリメントを導入することで「シナリオクラフト」という特別な遊び方でもゲームを行うことができる。シナリオクラフトとは、豊富なチャートを用いることでシナリオを作りながら同時にゲームを進行させていくという独特の遊び方であり、シナリオを事前に一切準備していなくてもゲームプレイを行うことが可能である。やり方によってはゲームマスターさえも必要としない。
シナリオクラフトで遊ぶには、『アルシャードff』はサプリメント『ウィンカスター・フォーチュンサービス』、『アルシャード・ガイアRPG』ではサプリメント『エブリデイマジック』が必要となる。また、いずれのシステムにおいても、高レベルPCによるシナリオクラフトセッションにはサプリメント『フリズスキャルヴ』も必要となる。
リプレイ集『虹の彼方から』に収録されているリプレイ「砂漠の異教神」は、『アルシャードff』におけるシナリオクラフトの導入例である。

## スタンダードRPGシステム（SRS）
『アルシャード』の基本ルールの根幹部分（行為判定など）は、「スタンダードRPGシステム」（『SRS』と略される）という名前で無料で公開されている。
SRSを使用した多くのゲームは、『アルシャード』シリーズと比較的互換性が高い形で製作されているため、『アルシャード』の追加データとしての利用を検討することも可能になっている。『アルシャードガイアRPG』のサプリメント『グレートディメンジョン』はそのような遊び方に対応している。

## キャラクタークラスと加護
各クラスの持つ加護については、クラス名の後ろに括弧で示した。その実際の神話・伝承については、リンク先を参照のこと。上級クラス、アインヘリアルクラスには加護は存在しない。

### ff・ガイア共通のクラス
- 基本クラス
  - ファイター（トール） - もっとも基本的な前衛職。重武装を可能にする特技などを持つ
  - スカウト（ヘイムダル） - シーフというよりはどちらかというと軽戦士
  - ブラックマジシャン（オーディン） - 黒魔術師。攻撃魔法の専門家
  - ホワイトメイジ（イドゥン） - 白魔術師。回復・防御魔法のエキスパート
- サブクラス
  - エージェント（エーギル） - 企業や組織の工作員。組織から特殊武装などを支給され、組織の利益のために戦う。『ff』では、ゼネラルマテリアル社、ヨルムンガルド社、ヴァナヘイム社、『ガイア』では、フューネラルコンダクター社、魔術師連盟、ミリタリーのデータが提供されている。
- 上級クラス
  - デーモン - 魔界ヘルヘイムの支配層にまで登り詰めた奈落の落とし子たち。ダークワンおよびダンピールの上級クラス。
- アインヘリアルクラス
  - バトルマスター - 偉業をこなして神の戦士に昇格したファイター
  - ストライダー - 偉業をこなして神の戦士に昇格したスカウト
  - ウォーロック - 偉業をこなして神の戦士に昇格したブラックマジシャン
  - ガーディアン - 偉業をこなして神の戦士に昇格したホワイトメイジ

### 『アルシャードff』固有のクラス
- サブクラス
  - アウトロウ（ヘルモード） - 裏社会を生きる無法者。暗黒街での資金調達や情報収集、ダーティーな戦闘スタイルに長ける
  - ヴァグランツ （ブラギ）- 放浪者、旅人、吟遊詩人。ファミリア（使い魔）や支援系の特技を持つ
  - ウィザード（バルドル） - 空に浮かぶ学院・アカデミーの賢者（エリート魔術師）。魔法が強化される
  - エイリアス（フレイ） - 機械神の加護によって生まれたクローン。司教たちの私兵や隠密、要人の従僕を務める
  - エレメンタラー（ニョルド） - 世界の敵・奈落を憎悪する精霊と契約し、感情喪失・肉体の変貌を代償に戦う
  - オラクル（フレイ） - 巫女。神々の欠片シャードを通して神の声を聞く。支援系魔法の使い手。真帝国からは公敵とされている
  - キャバルリー（フォルセティ） - レアミューと呼ばれるトリウマに騎鳥し、名誉を重んじる古典的騎士
  - サムライ（タケミカヅチ） - 東方の島国ヤシマの戦士。刀に代表されるサムライ装備、二刀流などで戦う
  - ジャーヘッド（ネルガル） - マスクと防塵服に全身を包み、拳銃やマシンガンなど純機械式の火器を用いる砂漠の傭兵
  - ソーサラー（オーディン） - 真帝国の魔導機械技術「カバラ」の技術者。コンピュータ「セフィロト」によって魔導プログラムを操る技術魔法使い
  - ゾルダート（トール） - 真帝国の正規兵。カバラ兵器やカバラによる肉体改造を受けている
  - ダークワン（ヘル） - 奈落に汚染された生物を表す。アンデッド、オーク、ガイスト、ターマイト、フォモールを再現する
  - ニンジャ（ツクヨミ） - 東方の島国ヤシマの密偵。ニンジャ装備や忍法と呼ばれる魔法を用いる
  - バーバリアン（イドゥン） - 真帝国南方のジャングルに住む蛮族。身体に入れ墨のように刻まれた紋章の力で戦う
  - ハンター（ティール） - ギルド等に所属する賞金稼ぎなど。魔物を退治し、仲間を守る能力に優れる
  - パンツァーリッター（ヘルモード） - 真帝国製の二輪車両に跨る装甲騎兵。バイクに乗った中世騎士のイメージ
  - ブライト・ナイト（シャヘル） - アームドギアと呼ばれる巨大人型機動兵器のパイロット
  - ミッショナール（イドゥン） - 真帝国教会の巡回伝道師や従軍神父。宗教プロパガンダや教会の諜報活動に従事する
- 異種族クラス[注釈 7]
  - アルフ（フレイ） - かつて神をも作ったという古代種族。レーザーソードに代表される遺失テクノロジを操る。ほとんどのアルフはウートガルドという異世界に移り住んだが、ミッドガルド大陸や他の異世界で活動するアルフも存在する
  - ヴァーハナ（ブラギ） -リスやネズミに似た愛らしい外見を持つが、実はアルフによって作られた生体コンピュータ。ほとんどのヴァーハナはミッドガルド上空を浮遊する島シュメルに住み、その番人となっている
  - ヴァルキリー（フレイヤ） - アルフの作り出した重武装戦闘用アンドロイド。多くは女性形態を取る
  - オウガ（ネルガル） - 額から角の生えた大型種族。3メートルを超す身長のものもいる。放浪する戦闘種族である
  - ザウルス（ティアマトー） - いわゆるリザードマン。多くは傭兵やマフィアとして生き、ドラゴンになることを目指す。ミッドガルド大陸地下に広がる洞窟をアムング地下帝国の名のもとに領土としている
  - シリウス（フェンリル） - 狗頭の獣人。遊牧民であり、独自の拳法・天狼拳の使い手。ミッドガルド大陸中部の「黒の森」を聖地とする
  - ドヴェルグ（イーヴァルディ） - いわゆるドワーフ。空賊であり、ロック（音楽）と酒を愛する種族。ミッドガルド大陸北西部のムント高地を拠点とする
  - フェアリー（バルドル） - トンボや蝶のような羽を持つ小妖精。本来、妖精郷という異世界の住人である。好奇心旺盛かつ臆病
  - メロウ（エーギル） - いわゆる人魚。彼らの国家オアンネスは、真帝国の法人として登録された「帝国企業」ヴァナヘイム社としての姿も持つ
  - リンクス（ウル） - 猫の瞳と耳と尻尾をもった異種族。優秀な狩人で魔法を弓に乗せて飛ばすこともできる。ミッドガルド大陸西部のキルシェ王国に接する「黄金の森」をゾアネスヘイム王国の名のもとに治める
- 上級クラス
  - アークウィザード - ウィザードの上級クラス。アカデミーの大教授の地位を得た魔術師
  - イデアルソーサラー - ソーサラーの上級クラス。自らの肉体を改造し魔導コンピュータ「セフィロト」と一体化した人間コンピュータ
  - コマンダー - 真帝国系クラスの上級クラス。真帝国軍の士官
  - センチュリオン - 自分の命令一つで命をかけて戦う軍団を持っていることを表すクラス
  - スピリット - エレメンタラーの上級クラス。精霊と一体化した精霊使い
  - ドラゴン - 竜族の力を継承したクエスター。ユグドラシル宇宙では別の種族が竜に「成る」ことができる
  - ハイアルフ - アルフの上級クラス。異郷ウートガルドにいるような高位のアルフたち
  - プリースト - 真帝国系クラスの上級クラス。真帝国教会の司祭

### 『アルシャードガイア』固有のクラス
- サブクラス
  - アーティスト（ミューズ） - ミュージックデバイスという楽器を操り、音楽により魔法を使う
  - アルケミスト（ヘル） - 機械仕掛けの魔法杖チャンバースタッフを操り、魔法を強化する
  - オーヴァーランダー（マリーシ） - 異世界を行き来する世界間移動者。他の世界の力や特徴を有する
  - ガンスリンガー（フレイヤ） - 銃器のエキスパート。さまざまな銃を用いた戦闘技術を習得している
  - サイキック（ニョルド） - 念動力や透視能力などを扱う超能力者
  - サモナー（ブラギ） - カードや呪符による召喚魔法を扱う符術師。サジッタ社のトレーディングカードゲームから力に目覚める者もいる
  - ソードマスター（タケミカヅチ） - 魔器と呼ばれる魔法の武器の使い手。剣や杖など魔器自身をキャラクターとすることもできる
  - ホムンクルス（ネルガル） - 人工生命体。バイオウェポンという身体変異武器を扱う
  - ミスティック（アカラナータ） - 祈りの力で神秘を操る退魔師やエクソシスト。様々な宗教に属する
  - リターナー（バルドル） - 時間を超えてやって来た未来人。光線銃などの未来装備や時間操作系の能力で戦う
  - ルーンナイト（フレイ） - ルーンメタルという超合金製の鎧を纏って戦う戦士
  - レジェンド（ガイア） - 運命を切り開き、伝説を打ち立てる英雄や勇者、あるいはその候補生
  - ワード（任意） - 地上に生まれ落ちた神の転生体。力は大きく弱まっているが、成長とともに神の力を取り戻していく
- 異種族クラス
  - ダンピール（エーギル） - 奈落の存在ヴァンパイアと人間とのハーフ。血と影と闇を操り、奈落を狩るハンターである
  - フォックステイル（ツクヨミ） - 稲荷の眷属に当たるキツネ人。豊穣の力や変身能力などを持ち、通常は人間として暮らしている
  - マシンヘッド（ヘルモード） - 金属の身体、電子の脳を持つ機械生命体。ヴィークルなど各種形態への変形機能を有する
- 上級クラス
  - アヤカシ - 異種族クラスの上級クラス。人ならざる種族の中でも群を抜いて強大な存在
  - グレーターサモナー - サモナーの上級クラス。クリーチャーと直接契約して自在に使役できる大召喚師
  - グローリー - レジェンドの上級クラス。冒険の果てに伝説を打ち立てて名が語られるようになった英雄たち
  - トリスメギストス - アルケミストの上級クラス。最先端のマナ技術を探求するテクノロジスト
- アインヘリアルクラス
  - メサイア - 偉業をこなして転生前の神の力を取り戻したワード
- オーヴァーランダー・オルタナティブクラス
  - OVL：アナザースフィア（オーディン） - 魔術の知識が隠されずに一般に普及した「もうひとつの地球」（ブルースフィアのリーフワールド）であるアナザースフィアの出身者。
  - OVL：異世界連合（ブラギ） - 複数世界の連合体として高度な文明を誇る異世界連合の所属者
  - OVL：エターナルコロッセオ（ティール） - 一対一戦闘に特化した、エターナルコロッセオの闘技場で戦う闘士たち
  - OVL：エレメンタル（ニョルド） - 精霊界の住人である精霊。他者と契約し自分の力を使わせることも可能
  - OVL：グレート愛ランド（ミューズ） - 恋愛沙汰に積極的なラブコメ世界、グレート愛ランドの住人
  - OVL：サイバーパンク（ネルガル） - 発達した科学で、人体を機械に置き換えさえするサイバーパンク世界の住人
  - OVL：スクール・エンパイア（ティアマトー） - 学園間闘争の世界、スクール・エンパイアの住人
  - OVL：スピードスター（ヘルモード） - ヴィークルでの最速を目指す者たちの世界スピードスターの住人
  - OVL：ソーズ&ソーサリー（フレイヤ） - 中世ヨーロッパ風ファンタジー世界の出身者。古典的なイメージの「剣士」や「魔法使い」たちが活躍する。
  - OVL：10th-TERRA（ティール） - 10th-TERRAの出身者
  - OVL：ドリームバスター（ツクヨミ） - 夢の世界・夢幻郷に渡る能力を持つドリームバスター
  - OVL：ネクサス（バルドル） - 次元の旅人たちが集うターミナルであるネクサスの住人。妖精や小動物のような姿をしている。
  - OVL：ヒーローズスフィア（フォルセティ） - マナや奈落に関する知識が忘れられ、クエスターが謎の力を持つヒーローとして扱われている「もうひとつの地球」（ブルースフィアのリーフワールド）であるヒーローズスフィアの出身者。
  - OVL：ブルースフィア（ガイア） - ブルースフィアの出身者
  - OVL：フロムヘル（イドゥン） - 冥府ハデス及びそのリーフワールドからの来訪者。一時的に肉体を取り戻した死者
  - OVL：ミッドガルド（オーディン） - ミッドガルドの出身者
  - OVL：Quick Start!!（ブラギ） - TRPGコミック『QuickStart!!』の登場人物。ゲーマーズ・フィールド別冊Vol.20『まるごとQuickStart!!』に掲載されたリプレイ「本当のRPG」のために設定された
- ソシアルクラス
  - SC：アイギス（ティール） - ブルースフィア防衛を担うアイギスの関係者。オリタ財団からの支援を受ける
  - SC：サジッタ社（イーヴァルディ） - 世界有数の玩具メーカーサジッタ社の関係者。同社の魔法・科学融合テクノロジーの支援を受ける
  - SC：シヴィルサーバント（フォルセティ） - 警察官や警備員、一部軍人など、社会秩序・治安の維持者としての権能を持つ
  - SC：スチューデント（ブラギ） - 学生や研究生など社会参加前のモラトリアムを表現し、無限の潜在能力を秘める
  - SC：TANATOS（ヘル） - 秘密軍事企業TANATOSの関係者。獣鬼兵士への改造や、薬物による特殊強化などの支援を受ける
  - SC：ナインライブス（エーギル） - 世界経済を牛耳るナインライブス一族の関係者。経済力・資本力による支援を受ける
  - SC：フォーチュンサービス（フレイ） - ブルースフィアではカラオケチェーンを表の顔とする多次元クエスター補助機関・エクスカリバーの関係者として、支援を受ける

### その他特殊なクラス
- ノーマル（なし） - 一般人を表すためのクラス。PCとしての使用は推奨されておらず、「弱い」キャラクターを作成する際に使用できる
- ストレンジャー（ガイア） - 運命に導かれ、異世界からミッドガルドへ呼び寄せられた「来訪者」であることをあらわすクラス。『アルシャード』（ルール第一版）に存在していたクラスだが、『アルシャードff』『アルシャードガイアRPG』で廃止された。ストレンジャーのクラスが持っていた性質は『ガイア』のクラスであるでオーヴァーランダーとレジェンドに分割された。
- 一般クラス（なし） - 既存のキャラクタークラスでは表現しきれないようなNPCに持たせるためのクラスで、GMが任意に作って良い。一般クラスは「そのクラスに似合った行動」をするさいにクラスレベル値を行為判定のボーナスに使えるというルールがあるため、特技などの細かいデータの作成を省略することが可能。公式のNPCにも「ジェネラル」「ノーブル」「エンペラー」などの一般クラスが設定されたキャラクターがいくらかいる。また、神やそれに類するものは自分の名前と同じ一般クラスを持つ（例えば女神アフロディテはアフロディテというクラスを持つ）。

### その他の加護
- スィン - シャードのサクセションなどで得られる加護
- スノトラ - シャードのサクセションなどで得られる加護
- ソール - 『アルシャード』（ルール第一版）付属シナリオのオリジナル加護
- フリッガ - 『アルシャードSSS Vol.1 魔獣兵団』のオリジナル加護
- アーリマン - 『アルシャードSSS Vol.7 禁断の叡智』のオリジナル加護
- アフラマズタ - 『アルシャードSSS  Vol.7 禁断の叡智』のオリジナル加護
- ティターニア - 『アルシャードSSS Vol.9 契約と代償』のオリジナル加護
- 精霊王 - 『アルシャードSSS Vol.9 契約と代償』のオリジナル加護
- ロキ - 『アルシャードff』シナリオ集『オーバー・ザ・レインボー』のオリジナル加護
- モイライ - 『アルシャードff』サプリメント『ウィンカスター・フォーチュンサービス』のハンドアウトテンプレートで得られる加護
- ヴェルスパ - 『アルシャードff』サプリメント『ウィンカスター・フォーチュンサービス』のハンドアウトテンプレートで得られる加護
- ヘラクレス - 『アルシャードガイアRPG』サプリメント『エブリディマジック』のハンドアウトテンプレートで得られる加護
- レイア - 『アルシャードガイアRPG』サプリメント『エブリディマジック』のハンドアウトテンプレートで得られる加護
- クロノス - リプレイ「悠久の地平」のオリジナル加護
- パンドラ - リプレイ「腐食都市」及び「神の贈り物」のオリジナル加護
- アレクサンドロス - リプレイ「襲来! コスモマケドニア!!」のオリジナル加護
- デウス・エクス・マキナ - リプレイ「爆誕! ゴッドウォリアーズ!!」のオリジナル加護
- アポロン - 『アルシャードガイアRPG』サプリメント『ラグナロク』付属シナリオのオリジナル加護

## 既発書籍一覧

### アルシャード (初代)
- アルシャード（基本ルールブック） ISBN 4-7577-0951-X
- アール・ヴァル・アルダ（上級ルールブック） ISBN 4-907792-40-9
- クイーン・オブ・グレイス（帝国ソースブック） ISBN 4-907792-44-1
- オン・ユア・マインド（プレイングガイダンス集。リプレイ二本とGM向けガイド） ISBN 4-907792-48-4
- ブライト・ナイト（キャンペーンシナリオ集。剣と魔法と巨大ロボットの物語） ISBN 4-907792-57-3
- アメージング・ワールド（ワールドデータブック。ユーザーからの投稿を元にしている） ISBN 4-907792-61-1
- ティル・ナ・ノグ（ワールドデータブック。『アメージング・ワールド』の増補。異世界の設定も扱う） ISBN 4-907792-70-0
- フライハイ 漂流学園（キャンペーンシナリオ集。地球からミッドガルドに転移してきた学生たちの冒険） ISBN 4-907792-83-2
- アルシャードSSS vol.1〜17（短編シナリオ集）

### アルシャードff
- アルシャードff（基本ルールブック。旧版『アルシャード』の増補、再編集） ISBN 4-7577-2382-2
- アール・ヴァル・アルダff（上級ルールブック。旧版『アール・ヴァル・アルダ』の増補、再編集） ISBN 4-907792-92-1
- オーバー・ザ・レインボー（キャンペーンシナリオ集。『オズの魔法使い』をオマージュした旅の物語） ISBN 4-907792-95-6
- ヴァーレスライヒ（真帝国ソースブック。旧版『クイーン・オブ・グレイス』の増補、再編集） ISBN 4-907792-97-2
- ウィンカスター・フォーチュンサービス（GMアクセサリー集。冒険のホームタウン「ウィンカスター」のガイドブック。シナリオクラフト対応） ISBN 4-86224-003-8
- ブライト・ナイトff（キャンペーンシナリオ集。真帝国の特殊部隊の冒険を扱う。旧版『ブライト・ナイト』とクロスオーバーをしている） ISBN 4-86224-005-4
- ミッドガルド（ミッドガルド全体のワールドガイド。旧版『アメージング・ワールド』『ティル・ナ・ノグ』のミッドガルド関係分の増補、再編集） ISBN 4-86224-009-7
- アインヘリアル（高レベル＆上級クラス追加データ集。『アルシャードガイア』にも対応） ISBN 978-4-86224-024-8
- ヨルムンガルド（コンセプトシナリオ集。短編シナリオ4本収録） ISBN 978-4-86224-027-9
- アラウンド・ザ・ワールド（キャンペーンシナリオ集。ミッドガルド大陸一周レースを扱う） ISBN 978-4-86224-031-6
- フリズスキャルヴ（『アインヘリアル』を増補する高レベル用サプリメント。高レベルアイテム、高レベルエネミー、高レベルキャラクター向け所属組織などを紹介。フォーカスシステム対応。『アルシャードガイア』にも対応） ISBN 978-4-86224-041-5
- パラダイスロスト（『トライデント』連動シナリオ集。大ラグナロク初期のミッドガルドでの4つの冒険） ISBN 978-4-86224-065-1

### アルシャードガイア
- アルシャードガイアRPGルールブック（基本ルールブック） ISBN 4-7577-2898-0
- アルシャードガイアRPG上級ルールブック（上級ルールブック） ISBN 4-7577-3057-8
- ロストレクイエム（キャンペーンシナリオ集） ISBN 4-7577-3075-6
- エブリディマジック（GMアクセサリー集。ブルースフィアのクエスターの支援組織についてのガイドブック。シナリオクラフト対応） ISBN 978-4-7577-3480-7
- グレートディメンジョン（世界間渡航者の背景を掘り下げるサプリメント。旧版『ティル・ナ・ノグ』のユグドラシル宇宙関係部分、同『フライハイ』の漂流学園セッティング部分の増補、再編集。『アルシャードff』他SRS対応ゲーム導入ガイダンス） ISBN 4-86224-022-4
- ダークマジック（シナリオ集。文庫形式で短編が4本掲載） ISBN 978-4-7577-4067-9
- ブルースフィア（ブルースフィア全体のワールドガイド） ISBN 978-4-04-726236-2
- リーフワールド（『トライデント』連動サプリメント。ユグドラシル宇宙を渡り歩く冒険を扱うガイドブック） ISBN 978-4-04-726904-0
- ラグナロク（『トライデント』連動サプリメント。イデアを収集する冒険を扱うガイドブック。異世界人の宿場街「縁栄町」の紹介） ISBN 978-4-04-727409-9

### リプレイ

#### ルール第一版
- オーディンの槍[注釈 8] ISBN 4-7577-2361-X
- 悠久の地平 ISBN 978-4-04-727099-2

#### アルシャードff
- 時計仕掛けの破壊神 ISBN 978-4-7577-4553-7

#### アルシャードガイア
- 明日（みらい）へのプロファイル ISBN 4-7577-2916-2
- 神の贈り物 ISBN 978-4-7577-3510-1
- 神薙ぐ御剣 ISBN 4-7577-3687-8
- 希望（ゆめ）へのコンタクト ISBN 978-4-7577-4232-1
- 君といるセカイ ISBN 978-4-04-726144-0
- 本当のRPG ISBN 978-4-04-727793-9

#### アルシャードトライデント
- 襲来! コスモマケドニア!! ISBN 978-4-04-726778-7
- 天使がくれた世界滅亡 ISBN 978-4-04-726966-8
- 美少女★女神と黄金の林檎 ISBN 978-4-04-727140-1
- 爆誕! ゴッドウォリアーズ!! ISBN 978-4-04-727336-8
- 魔女が望んだ未来消失 ISBN 978-4-04-727527-0
- 美少女★女神と伝説の愛天使 ISBN 978-4-04-727722-9
- 創世! 真ラグナロク!! ISBN 978-4-04-727992-6

#### その他
- 虹の彼方から[注釈 9] ISBN 978-4-04-726906-4

#### 未書籍化リプレイ
- 古城の秘密
  - ルール第一版に準拠。『オン・ユア・マインド』に収録。GM・挿絵はルール第一版のディベロップメントにも携わった漫画家の金澤尚子。リプレイ執筆は田中信二。
- The Broken Sword
  - 『アルシャードff』に準拠。『ゲーマーズ・フィールド別冊』Vol.11（2006年4月刊）に収録。GMは鈴吹太郎。リプレイ執筆は久保田悠羅。挿絵はすがのたすく。『ff』環境初の高レベルリプレイ。「プレイヤーキャラクターを作成してからシナリオを作成する」「加護をカード形式にして明かす」など実験的な試みが行われた[注釈 10]。
- 紅き世界より来る者
  - 『アルシャードガイアRPG』に準拠。『ゲーマーズ・フィールド別冊』Vol.13（2007年3月刊）に収録。GM・リプレイ執筆は伊藤和幸。挿絵はすがのたすく。サプリメント『エブリデイマジック』で導入されたシナリオクラフトの運用例示を兼ねる。